# Сен-Мартен-де-Шан (Финистер)
Сен-Мартен-де-Шан (фр. Saint-Martin-des-Champs) — коммуна на северо-западе Франции, находится в регионе Бретань, департамент Финистер, округ Морле, кантон Морле. Пригород Морле, примыкает к нему с запада. Через территорию коммуны проходит национальная автомагистраль N12.
Население (2016) — 4 621 человек.

## История
В ходе раскопок, проведенных в 1871 году в парке шато  Багатель в связи с работами по его расширению, было обнаружено несколько погребальных  урн галльского происхождения; были найдены также фибулы и фрагменты бронзовых браслетов, что позволяет датировать эти находки бронзовым веком. В том же месте были найдены также несколько монет и предметов римской эпохи. 
Приход Сен-Мартен был основан в 1128 году виконтом Эрве I(II) де Леоном, который передал его аббатству Мармутье « для постройки там церкви, кладбища и поселка ». Монахи Мармутье возвели в поселке церковь Святого Мартена. 
Начиная с XII века Сен-Мартен-де-Шан был одним из трех приходов Морле; в XV веке на месте разрушенного шато Кюбюрьен был основан монастырь Святого Франциска, переданный братству кордольеров, одному из ответвлений ордена францисканцев, которых в 1622 году сменили реколлекты. Во время Великой французской революции монастырь был закрыт, а в 1834 году в нем разместились монахини-августинки.
В 1790 году сельская часть коммуны Морле вокруг церкви Святого Мартена была выделена в отдельную коммуну. В 1793 году она была переименована в Марат-о-Шан, и только в 1801 году получила свое нынешнее название.

## Достопримечательности
- Монастырь Святого Франциска в Кюбюрьене середины XV века в стиле пламенеющей готики
- Часовня Нотр-Дам-де-ла-Салет
- Шато Багатель XV века
- Шато Порзантре XIX века
- Шато Ланнюги XIX века и шато Бонну XVIII века на берегу Ривьеры Морле

## Экономика
Структура занятости населения:
- сельское хозяйство — 1,8 %
- промышленность — 12,1 %
- строительство — 6,3 %
- торговля, транспорт и сфера услуг — 60,6 %
- государственные и муниципальные службы — 19,2 %

Уровень безработицы (2018) — 14,5 % (Франция в целом —  13,4 %, департамент Финистер — 12,1 %). 

Среднегодовой доход на 1 человека, евро (2018) — 21 080 (Франция в целом — 21 730, департамент Финистер — 21 970).

## Демография
Динамика численности населения, чел.

## Администрация
Пост мэра Сен-Мартен-де-Шана с 2014 года занимает социалист Франсуа Амон (François Hamon). На муниципальных выборах 2020 года возглавляемый им левый список был единственным.
| Период | Период | Фамилия      | Партия                  | Примечания |
| ------ | ------ | ------------ | ----------------------- | ---------- |
| 1965   | 1972   | Пьер Кло     | Радикальная партия      |            |
| 1972   | 1981   | Ив Корнили   | Радикальная партия      |            |
| 1981   | 2014   | Рене Фили    | Социалистическая партия |            |
| 2014   |        | Франсуа Амон | Социалистическая партия | пенсионер  |

## Галерея

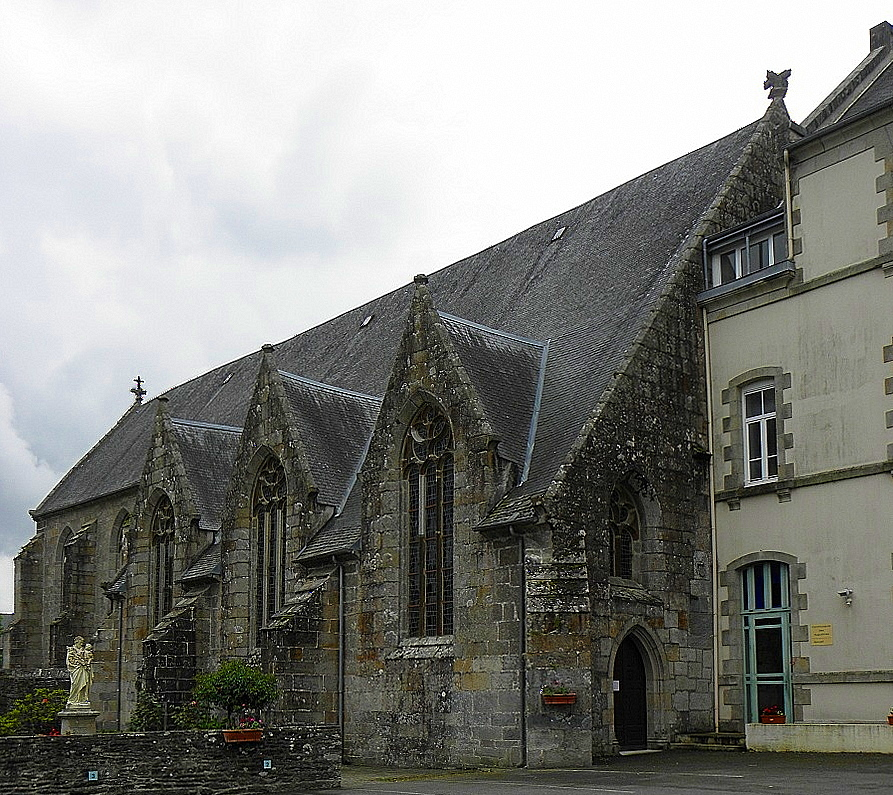
Монастырь Святого Франциска
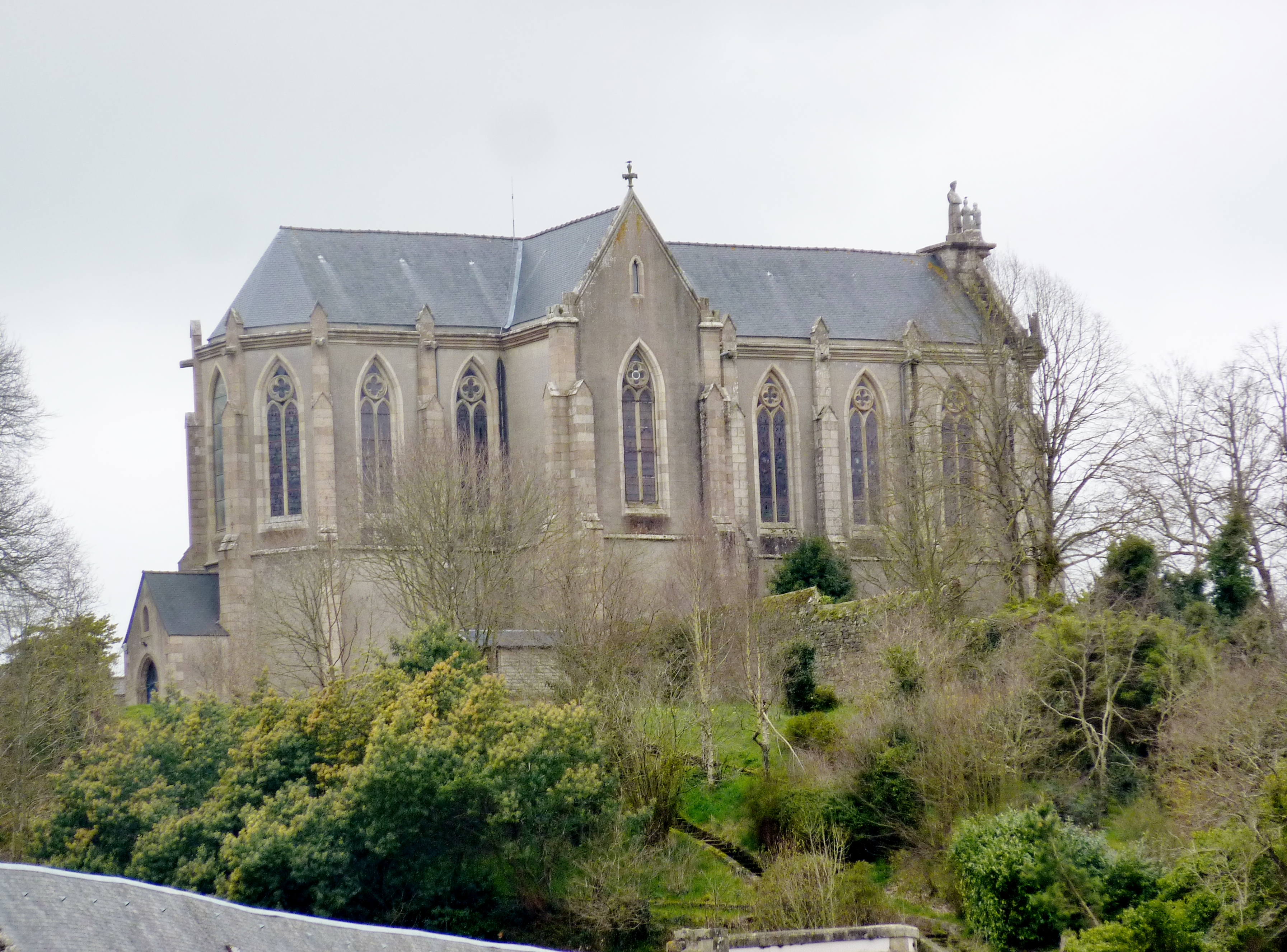
Часовня Нотр-Дам-де-ла-Салет
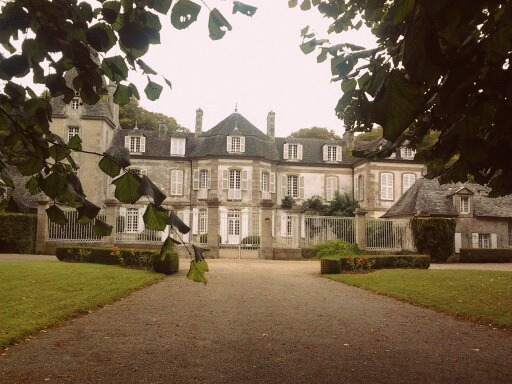
Шато Багатель

1. 1 2  база данных о французских коммунах — Национальный географический институт Франции, 2015.